# 40 ans de chansons sur scène
Albums de Hubert-Félix Thiéfaine
VIXI Tour XVII
(2016) Unplugged
(2024)
40 ans de chansons sur scène est un album musical du chanteur français Hubert-Félix Thiéfaine sorti le 15 mars 2019. Il s'agit de son dixième album enregistré en public.

## Présentation
Cet album retrace les quarante ans de carrière de Thiéfaine depuis les premiers titres écrits au début des années 1970 et publiés dans le premier album (Tout corps vivant branché sur le secteur étant appelé à s'émouvoir) paru en 1978. Six titres de ce volume initial sont encore présents dans cet album. Pour fêter cet anniversaire, Thiéfaine a effectué une mini-tournée en 2018 qui s'est achevée par une série de douze dates à l'AccorHotels Arena. C'est lors du concert du 9 novembre 2018 que ce double CD public a été enregistré.
Il avait déjà fêté ses vingt ans de carrière dans cette même salle avec l'album En concert à Bercy sorti en 1999. En trente et un titres et plus de deux heures quarante de concert, Thiéfaine reprend (en dynamisant les plus anciens) tous les incontournables de sa carrière.
Sur scène, dix musiciens accompagnent Thiéfaine . En plus de la formation déjà présente sur le disque en public précédent VIXI Tour XVII : 
- Alice Botté : guitare,
- Lucas Thiéfaine : guitare,
- Christophe Board : piano et clavier,
- Bruce Cherbit : batterie,
- Marc Périer : basse

s'ajoutent sur cette tournée :
- Yan Péchin : guitare slide, 12 cordes, banjo et mandoline,
- Frédéric Scamps : clavier et orgue,
- Fred Gastard : saxophone basse,
- Jeff Assy et Maëva Berre : violoncelle

## Pistes
L'album comprend deux CD et, selon les versions, un DVD. Il existe également sous la forme de quatre disques vinyles.

### Disque 1
| No  | Titre                       | Durée |
| --- | --------------------------- | ----- |
| 1.  | Ouverture                   | 02:21 |
| 2.  | 22 mai                      | 05:04 |
| 3.  | Stalag-tilt                 | 04:01 |
| 4.  | Éloge de la tristesse       | 04:23 |
| 5.  | Les dingues & les paumés    | 03:54 |
| 6.  | Le jeu de la folie          | 04:30 |
| 7.  | Crépuscule-transfert        | 03:59 |
| 8.  | La ruelle des morts         | 03:49 |
| 9.  | La vierge au Dodge 51       | 03:15 |
| 10. | Septembre rose              | 03:43 |
| 11. | Critique du chapitre 3      | 03:28 |
| 12. | Lorelei sébasto cha         | 04:08 |
| 13. | Exil sur planète-fantôme    | 04:11 |
| 14. | Affaire Rimbaud             | 03:08 |
| 15. | Confessions d'un never been | 05:36 |
| 16. | Mathématiques souterraines  | 04:56 |

### Disque 2
| No  | Titre                                                              | Durée |
| --- | ------------------------------------------------------------------ | ----- |
| 1.  | Un vendredi 13 à 5h                                                | 04:56 |
| 2.  | L'agence des amants de madame Müller                               | 09:50 |
| 3.  | Je t'en remets au vent                                             | 02:40 |
| 4.  | La dèche, le twist & le reste                                      | 03:21 |
| 5.  | Un automne à Tanger                                                | 05:03 |
| 6.  | L'ascenseur de 22h43                                               | 05:09 |
| 7.  | Enfermé dans les cabinets (avec la fille mineure des 80 chasseurs) | 03:34 |
| 8.  | Alligators 427                                                     | 06:05 |
| 9.  | Sweet amanite phalloïde Queen                                      | 05:58 |
| 10. | La maison Borniol                                                  | 04:39 |
| 11. | Soleil cherche futur                                               | 03:36 |
| 12. | Exercice de simple provocation avec 33 fois le mot coupable        | 08:50 |
| 13. | Toboggan                                                           | 03:59 |
| 14. | La fille du coupeur de joints                                      | 04:39 |
| 15. | Dernière station avant l'autoroute                                 | 01:38 |

### DVD
| No  | Titre                                                              | Durée |
| --- | ------------------------------------------------------------------ | ----- |
| 1.  | Ouverture                                                          |       |
| 2.  | 22 Mai                                                             |       |
| 3.  | Stalag-Tilt                                                        |       |
| 4.  | Éloge de la tristesse                                              |       |
| 5.  | Les dingues & les paumés                                           |       |
| 6.  | Le jeu de la folie                                                 |       |
| 7.  | Crepuscule-Transfert                                               |       |
| 8.  | La ruelle des morts                                                |       |
| 9.  | La vierge au Dodge 51                                              |       |
| 10. | Septembre Rose                                                     |       |
| 11. | Critique du chapitre 3                                             |       |
| 12. | Lorelei sebasto cha                                                |       |
| 13. | Exil sur planète fantôme                                           |       |
| 14. | Affaire Rimbaud                                                    |       |
| 15. | Confessions d'un never been                                        |       |
| 16. | Mathématiques souterraines                                         |       |
| 17. | Un Vendredi 13 a 5h                                                |       |
| 18. | L'agence des amants de Madame Muller                               |       |
| 19. | Je t'en remets au vent                                             |       |
| 20. | La dèche, le twist & le reste                                      |       |
| 21. | Un automne a Tanger                                                |       |
| 22. | L'ascenseur de 22h43                                               |       |
| 23. | Enfermé dans les cabinets (avec la fille mineure des 80 chasseurs) |       |
| 24. | Alligators 427                                                     |       |
| 25. | Sweet Amanite Phalloide Queen                                      |       |
| 26. | La maison Borniol                                                  |       |
| 27. | Soleil cherche futur                                               |       |
| 28. | Exercice de simple provocation avec 33 fois le mot coupable        |       |
| 29. | Toboggan                                                           |       |
| 30. | La fille du coupeur de joints                                      |       |
| 31. | Dernière station avant l'autoroute                                 |       |
| 32. | Générique de fin                                                   |       |